# Moussa Yedan
Moussa Yedan (Bobo-Dioulasso, 20 luglio 1989) è un calciatore burkinabé, centrocampista del RC Bobo e della nazionale burkinabé.

## Carriera

### Club
Ha militato fino al 2012 nell'Étoile Filante. Nel novembre 2013, dopo aver militato nel Cotonsport Garoua, si è trasferito all'Al-Ahly. Nel gennaio 2015, scaduto il contratto, è rimasto svincolato. Nell'aprile 2015 è stato ingaggiato a parametro zero dall'Al-Orobah. Il 9 agosto 2015 è passato all'Haras El-Hodood. Al termine della stagione è rimasto svincolato. L'11 settembre 2017 è stato ufficializzato il suo ingaggio a parametro zero da parte del Tanda. Nel gennaio 2018 è passato all'Étoile Filante, tornando nel club dopo sei anni. Nell'estate 2018 si è trasferito all'Otohô. Nel 2019 è passato al Majestic. Nella stagione 2020-2021 ha militato nelle file del Rahimo. Nel 2021 si è trasferito al RC Bobo.

### Nazionale
Ha debuttato in nazionale il 26 maggio 2012, nell'amichevole Burkina Faso-Benin (2-2). Ha partecipato, con la nazionale, alla Coppa d'Africa 2015. È sceso in campo, inoltre, nelle qualificazioni alla Coppa d'Africa 2015.

## Statistiche

### Cronologia presenze e reti in Nazionale
Statistiche aggiornate al 10 dicembre 2022.
| Cronologia completa delle presenze e delle reti in nazionale ― Burkina Faso | Cronologia completa delle presenze e delle reti in nazionale ― Burkina Faso | Cronologia completa delle presenze e delle reti in nazionale ― Burkina Faso | Cronologia completa delle presenze e delle reti in nazionale ― Burkina Faso | Cronologia completa delle presenze e delle reti in nazionale ― Burkina Faso | Cronologia completa delle presenze e delle reti in nazionale ― Burkina Faso | Cronologia completa delle presenze e delle reti in nazionale ― Burkina Faso | Cronologia completa delle presenze e delle reti in nazionale ― Burkina Faso |
| Data                                                                        | Città                                                                       | In casa                                                                     | Risultato                                                                   | Ospiti                                                                      | Competizione                                                                | Reti                                                                        | Note                                                                        |
| --------------------------------------------------------------------------- | --------------------------------------------------------------------------- | --------------------------------------------------------------------------- | --------------------------------------------------------------------------- | --------------------------------------------------------------------------- | --------------------------------------------------------------------------- | --------------------------------------------------------------------------- | --------------------------------------------------------------------------- |
| 26-5-2012                                                                   | Ouagadougou                                                                 | Burkina Faso                                                                | 2 – 2                                                                       | Benin                                                                       | Amichevole                                                                  | -                                                                           | 71’                                                                         |
| 1-12-2012                                                                   | Ouagadougou                                                                 | Burkina Faso                                                                | 2 – 1                                                                       | Togo                                                                        | Qual. Campionato Nazioni Africane 2014                                      | -                                                                           |                                                                             |
| 16-12-2012                                                                  | Lomé                                                                        | Togo                                                                        | 0 – 1                                                                       | Burkina Faso                                                                | Qual. Campionato Nazioni Africane 2014                                      | -                                                                           |                                                                             |
| 15-10-2014                                                                  | Ouagadougou                                                                 | Burkina Faso                                                                | 1 – 1                                                                       | Gabon                                                                       | Qual. Coppa d'Africa 2015                                                   | -                                                                           | 85’                                                                         |
| 15-11-2014                                                                  | Maseru                                                                      | Lesotho                                                                     | 0 – 1                                                                       | Burkina Faso                                                                | Qual. Coppa d'Africa 2015                                                   | -                                                                           |                                                                             |
| 19-11-2014                                                                  | Ouagadougou                                                                 | Burkina Faso                                                                | 1 – 1                                                                       | Angola                                                                      | Qual. Coppa d'Africa 2015                                                   | -                                                                           | 74’                                                                         |
| 10-1-2015                                                                   | Mbombela                                                                    | Burkina Faso                                                                | 5 – 1                                                                       | eSwatini                                                                    | Amichevole                                                                  | -                                                                           | 70’                                                                         |
| 13-1-2015                                                                   | Mbombela                                                                    | Burkina Faso                                                                | 2 – 0                                                                       | Botswana                                                                    | Amichevole                                                                  | -                                                                           | 64’                                                                         |
| Totale                                                                      |                                                                             | Presenze                                                                    | 8                                                                           |                                                                             | Reti                                                                        | 0                                                                           |                                                                             |